# Javier Lozano Chavira
Javier Lozano Chavira (Guadalupe, Nuevo León México, 9 de febrero de 1971) es un exfutbolista mexicano, apodado El Pastor.

## Trayectoria
Jugador mexicano de la cantera de las fuerzas básicas de Tigres de la UANL debuta en la temporada 1992 - 1993. Fino mediocampista, con un físico que a lo largo de su carrera le dio problemas, pero es de los pocos jugadores mexicanos con las características técnicas innatas, un jugador que podía jugar de creativo o como media punta. 
Apodado “El Pastor” debido a que era vecino del Parque La Pastora en Guadalupe, Nuevo León. 
Siempre con el 22 en el dorsal, su peculiar melena y su formar de correr, lo distinguían de los demás, una de su más notables Ttmporadas fue en la 1995 - 1996, donde anotó 12 goles, en esa misma temporada Tigres de la UANL desciende a Primera división 'A' mexicana fue uno de los jugadores que se quedó en el equipo en su paso por la Primera división 'A' mexicana con su fútbol, pases, inteligencia y corazón Gabriel Mendoza, Claudio Nuñez, Nilson Esidio de regreso a Primera División es un jugador de Culto en cada uno de los aficionados felinos.
En diciembre de 1996 ganaron el Torneo de Invierno y posteriormente se coronaron campeones en el Torneo de Verano del 1997 derrotando a los Correcaminos de la UAT 4-1 en el global. Jugó 2 torneos más en el regreso de los Tigres de la UANL a Primera División.
Después fue transferido al Necaxa donde nunca jugó; la directiva reclamaba que estaba excedido de peso y no jugó un solo partido, fue regresado a los Tigres de la UANL. se dedicó a trabajar arduamente en pretemporada para poder ser tomado en cuenta por el entonces DT Miguel Mejía Barón en su regreso a Tigres de la UANL, pero, cuando todo indicaba que regresaría fue traspasado a Monarcas Morelia donde jugó 6 temporadas en los cuales anotó 13 goles , y Llevó a Monarcas Morelia a conseguir su único Título de Liga , en la Historia de dicho Club.
Entre las anécdotas destacan que de niño no le gustaba ir a entrenar, pero su papá Raúl Lozano le motivaba a seguir practicando, formado en la escuelita de Fútbol de Milo Cruz , de ahí pasó a formar parte de las fuerzas básicas de Tigres de la UANL.
Actualmente Dirige su Escuela de Diezes, donde enseña y practica las técnicas que debe tener
un jugador de fútbol , que quiera jugar esta difícil posición , aparte cuenta con Escuelas 
de Fútbol tradicionales y un equipo de cuarta división en Ciudad Guadalupe Nuevo León.
El Pastor Lozano se casó en el año 1997 y tiene 3 hijas que nacieron en Monterrey Nuevo León.

### Clubes
| Club                 | País          | Año           | Partidos | Goles | Media |
| -------------------- | ------------- | ------------- | -------- | ----- | ----- |
| C.F. Tigres U.A.N.L. | México        | 1992 - 1998   | 165      | 44    | 0.27  |
| Club Necaxa (Cedido) | México        | 1998 - 1999   | 0        | 0     | 0     |
| Monarcas Morelia     | México        | 1999 - 2002   | 130      | 16    | 0.12  |
| Lagartos de Tabasco  | México        | 2003          | 16       | 1     | 0.06  |
| Total carrera        | Total carrera | Total carrera | 271      | 50    | 0.18  |

## Estadísticas

### Clubes
La siguiente tabla detalla los encuentros disputados y los goles marcados en los clubes en los que ha militado.
| C.F. Tigres U.A.N.L. · México |               |               |     |    |    |    |    |     |     |    |
| 1.ª | 1992-93       | 7             | 2   | -  | -  | -  | -  | 7   | 2   |    |
| 1.ª | 1993-94       | 12            | 2   | -  | -  | -  | -  | 12  | 2   |    |
| 1.ª | 1994-95       | 33            | 9   | 1  | 0  | -  | -  | 34  | 9   |    |
| 1.ª | 1995-96       | 35            | 12  | 5  | 2  | -  | -  | 40  | 14  |    |
| 2.ª | 1996-97       | 40            | 11  | 8  | 3  | -  | -  | 48  | 14  |    |
| 1.ª | 1997-98       | 24            | 3   | -  | -  | -  | -  | 24  | 3   |    |
| Total club | Total club    | 151           | 39  | 14 | 5  | -  | -  | 165 | 44  |    |
| Monarcas Morelia · México |               |               |     |    |    |    |    |     |     |    |
| 1.ª | 1999-00       | 38            | 8   | -  | -  | -  | -  | 38  | 8   |    |
| 1.ª | 2000-01       | 42            | 2   | -  | -  | -  | -  | 42  | 2   |    |
| 1.ª | 2001-02       | 29            | 2   | 3  | 2  | 9  | 1  | 41  | 5   |    |
| 1.ª | 2002          | 4             | 1   | 1  | 0  | 4  | 0  | 9   | 1   |    |
| Total club | Total club    | 113           | 13  | 4  | 2  | 13 | 1  | 130 | 16  |    |
| Lagartos de Tabasco · México |               |               |     |    |    |    |    |     |     |    |
| 2.ª | 2003          | 16            | 1   | -  | -  | -  | -  | 16  | 1   |    |
| Total club | Total club    | 16            | 1   | -  | -  | -  | -  | 16  | 1   |    |
| Total carrera | Total carrera | Total carrera | 240 | 42 | 18 | 7  | 13 | 1   | 275 | 61 |
| (1)Incluye datos de la Copa México y Pre Pre Libertadores (1998, 2001 y 2002). (2)Incluye datos de la Pre Libertadores (1999 y 2002), Copa Libertadores (2002) y Copa Campeones CONCACAF (2002). |               |               |     |    |    |    |    |     |     |    |

## Selección nacional
Previó al mundial de fútbol en Francia 1998 , Manuel Lapuente , Director Técinico de la Selección mexicana de fútbol , lo probó en varias ocasiones, donde “El Pastor” brilló con su fútbol, pero el destino le tenía pintada una mala cara y en un partido de preparación contra Países Bajos se lesiona de gravedad; a partir de ahí su lesión le cobró factura.
Fecha de debut: 11 de octubre de 1995 
Partido de debut:  Arabia Saudita 1-2  México
Entrenador que lo debutó: Bora Milutinovic

### Participaciones en fases finales
| Copa                   | Sede           | Resultado |
| ---------------------- | -------------- | --------- |
| Copa Oro CONCACAF 1998 | Estados Unidos | Campeón   |

## Palmarés

### Copas nacionales
| Título                      | Club                 | País   | Año     |
| --------------------------- | -------------------- | ------ | ------- |
| Copa México                 | C.F. Tigres U.A.N.L. | México | 1995-96 |
| Torneo Invierno Primera 'A' | C.F. Tigres U.A.N.L. | México | 1996    |
| Torneo Verano Primera 'A'   | C.F. Tigres U.A.N.L. | México | 1997    |
| Campeón de Ascenso          | C.F. Tigres U.A.N.L. | México | 1997    |
| Torneo Invierno             | Monarcas Morelia     | México | 2000    |

### Copas internacionales
| Título                 | Club               | País           | Año  |
| ---------------------- | ------------------ | -------------- | ---- |
| Copa Oro CONCACAF 1998 | Selección Mexicana | Estados Unidos | 1998 |